# Sama (comuna)
Sama fue una de las comunas que integró el antiguo departamento de Tacna, en la provincia chilena de Tacna. Junto a las comunas de Palca y Tacna conformaron la agrupación municipal de Tacna, entre 1928 y 1929.
Su territorio fue organizado por decreto N.° 8.583 del 28 de enero de 1928, a partir del territorio de la subdelegación 7.° Sama, del departamento de Tacna, según los límites asignados por los decretos del 9 de noviembre de 1885 y el 10 de mayo de 1886.

## Historia
A contar del 1 de febrero de 1928, por virtud del Decreto con Fuerza de Ley N.° 8.583 publicado aquel 28 de enero bajo el gobierno de Carlos Ibáñez del Campo, la comuna de Sama fue creada, comprendiendo la subdelegación 7.° Sama del departamento de Tacna, según los límites asignados por los decretos del 9 de noviembre de 1885 y el 10 de mayo de 1886. Este decreto ordenó la creación, además, de la comuna de Palca, que junto a Tacna formaron una sola agrupación municipal; esto es, que ni Palca y Sama tenían un gobierno comunal propio como en la mayoría de las comunas de Chile.
La comuna chilena de Sama, así como Palca y Tacna, cesó su existencia a contar del 28 de agosto de 1929, cuando el territorio del antiguo departamento chileno de Tacna fue devuelto al Perú, en una ceremonia llevada a cabo en casa del prefecto Federico Fernandini, en que se firmó un acuerdo entre el intendente interino de la provincia chilena de Tacna, Gonzalo Robles, y una delegación del Perú encabezada por el canciller Pedro José Rada y Gamio. A las 16 horas de ese día, inició sus funciones la municipalidad peruana de Tacna.